# Markus Sehr
Markus Sehr (* 7. April 1977 in Köln) ist ein deutscher Filmregisseur und Drehbuchautor.

## Leben
Nach seinem Studium an der Universität Köln in den Fächern Theater-, Film- und Fernsehwissenschaften, Politikwissenschaft, Anglistik und Philosophie arbeitete er von 1999 bis 2004 als Texter bei der Werbeagentur Springer & Jacoby in Hamburg. 2003 nahm er an einem Filmmaking-Workshop an der New York Film Academy teil. 2004–2007 folgte das Studium der Filmregie an der ifs internationale filmschule köln, das er mit dem Abschluss Bachelor of Arts beendete. Seine Kurzfilme waren auf diversen nationalen wie internationalen Filmfestivals zu sehen. Sein Abschlussfilm Absolution feierte seine internationale Premiere im Rahmen der Internationalen Filmfestspiele von Cannes 2008.
Sein Langfilmdebüt als Regisseur gab Sehr 2011 mit der Kinokomödie Eine Insel namens Udo, für die er gemeinsam mit Clemente Fernandez-Gil auch das Drehbuch schrieb. In den Hauptrollen waren Kurt Krömer und Fritzi Haberlandt zu sehen. Seinen zweiten Kinofilm legte er 2015 mit Die Kleinen und die Bösen vor, in dem Christoph Maria Herbst, Peter Kurth und Anneke Kim Sarnau die Hauptrollen spielten. Für seine Arbeit erhielt er 2015 eine Nominierung für den Regiepreis Metropolis in der Kategorie „Beste Regie Kinofilm“.
2015 schrieb und inszenierte er für das Comedy-Format Comedy Rocket. So entstand unter Sehrs Regie u. a. die Episode „Das erste Mal“, die alleine auf Facebook und Youtube über 18 Millionen Mal abgerufen wurde.
Bei der Fernsehreihe Friesland führte Sehr zwischen 2016 und 2018 bei vier Filmen Regie. Es folgten zwei weitere Zusammenarbeiten mit der Schauspielerin Fritzi Haberlandt bei den ZDF-Fernsehfilmen Der Chef ist tot (2017) und Der Koch ist tot (2019). Ende 2019 erschien Sehrs erste Regiearbeit für die ARD-Degeto-Reihe Harter Brocken unter dem Titel Harter Brocken: Der Geheimcode.
Mit den ersten vier Folgen von Heiter bis tödlich: Zwischen den Zeilen trat er 2013 erstmals bei einer Fernsehserie als Regisseur in Erscheinung. 2017 übernahm er die Regie bei vier Folgen der BR-Serie  Das Institut – Oase des Scheiterns, die beim Deutschen Comedypreis 2018 in der Kategorie „Beste Innovation“ ausgezeichnet wurde. 2019 wurde die Serie mit weiteren acht Folgen unter Sehrs Regie fortgesetzt. Im selben Jahr inszenierte er zudem fünf Folgen der finalen Staffel der deutschen Comedyserie Pastewka.

## Filmografie
- 2003: Sugar
- 2004: Alles Korreckt
- 2005: Bazar
- 2006: Gott will es!
- 2006: Eric Brooks
- 2006: Natürliche Bedürfnisse
- 2007: Absolution
- 2011: Eine Insel namens Udo
- 2013: Heiter bis tödlich: Zwischen den Zeilen (Episoden 1–4)
- 2015: Die Kleinen und die Bösen
- 2015: Comedy Rocket
- seit 2016: Friesland (Fernsehreihe)
  - 2016: Klootschießen
  - 2017: Irrfeuer
  - 2017: Krabbenkrieg
  - 2018: Schmutzige Deals
- 2017: Der Chef ist tot
- 2017: Das Institut – Oase des Scheiterns (1. Staffel, Episoden 1–4)
- 2018: Der Koch ist tot
- 2019: Harter Brocken – Der Geheimcode
- 2019: Das Institut – Oase des Scheiterns (2. Staffel)
- 2020: Pastewka
- 2021: Harter Brocken: Der Waffendeal
- 2022: Mord mit Aussicht (Fernsehserie, 6 Episoden)
- 2022: Last X-Mas (Fernsehserie)
- 2023: Harter Brocken – Der Goldrausch
- 2025: Die Beste zum Schluss